# Tito Jackson

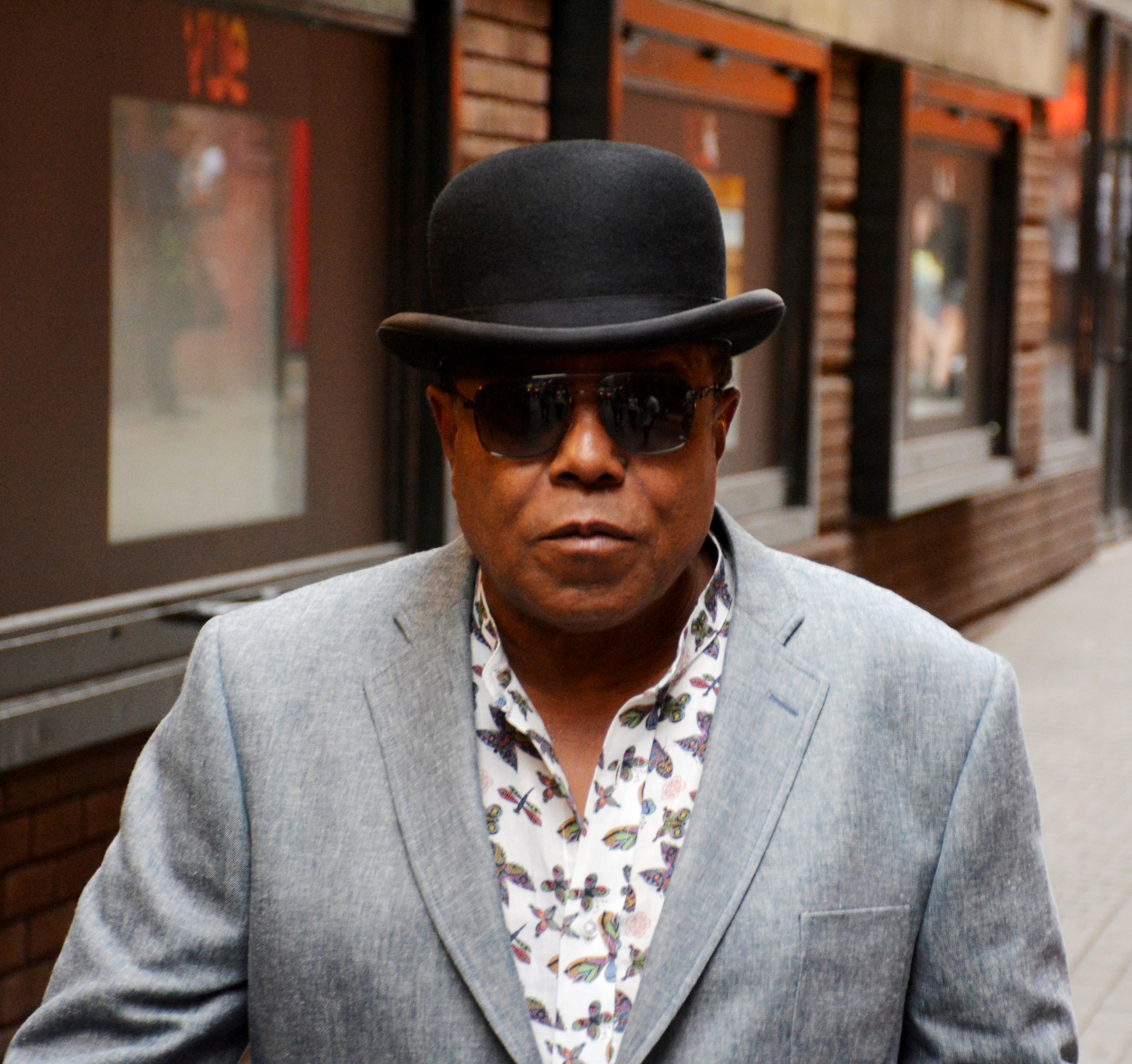
Tito Jackson (2017)

Toriano Adaryll „Tito“ Jackson (* 15. Oktober 1953 in Gary, Indiana; † 15. September 2024 in Gallup, New Mexico) war ein US-amerikanischer Sänger und Gitarrist. Er war ein Mitglied der Jackson Five.

## Leben
Er wurde 1953 in Indiana als Sohn von Joseph und Katherine Jackson geboren und war der zweitälteste Bruder von Michael Jackson. Von 1972 bis 1988 war er mit der 1994 ermordeten Delores „DeeDee“ Martes verheiratet und bekam mit ihr drei Söhne, die zusammen als 3T erfolgreich sind: Taj, Taryll und TJ.
2011 erschien sein erstes Soloalbum So Far, So Good. 2021 folgte mit Under Your Spell sein zweites Soloalbum.
Tito Jackson starb am 15. September 2024 im Alter von 70 Jahren. Zuvor soll er einen Herzinfarkt erlitten haben. Am 4. November 2024 wurde Jackson auf dem Forest Lawn Cemetery in den Hollywood Hills beigesetzt.